# Déclin démographique des Blancs
Le déclin démographique des Blancs est généralement défini comme un pourcentage décroissant de la population dite « blanche » au sein d'une ville, d'un État, d'une sous-région ou d'un pays. Il a été enregistré dans un certain nombre de pays et de petites juridictions. Ce déclin a souvent coïncidé avec une augmentation réelle de la population blanche en termes absolus.
Le phénomène a été observé à la fois dans des pays qui enregistrent spécifiquement le nombre de résidents blancs lors des recensements nationaux, comme les États-Unis et le Royaume-Uni, et dans les juridictions où les données ethniques ne sont pas explicitement collectées par le gouvernement, y compris la Nouvelle-Zélande et l'Afrique du Sud .
Les chercheurs ont tenté de s'attaquer aux sous-facteurs et aux résultats attendus du déclin démographique des Blancs dans les sociétés concernées. Le terme « minorité majoritaire » est utilisé pour désigner une région où un déclin, de ce que l'on définit au niveau national comme étant des Blancs, a conduit une ancienne majorité à devenir une minorité. Le États-Unis et le Brésil en sont des exemples,. Parmi les autres concepts notables, citons la théorie du démographe Eric Kaufmann sur le basculement démographique des blancs, qui prédit la transformation des classifications de la blancheur à mesure que des majorités métisses émergent, et les recherches de la sociopsychologue Jennifer Richeson sur les conditions de changement ethnique, qui décrit comment l'hostilité des Blancs envers les autres groupes ethniques augmente de façon proportionnelle à leur prise de conscience d'une baisse du pourcentage de blancs dans la population.
Les experts de l'extrémisme et du terrorisme ont également montré que la démographie nationale relative aux Blancs était exploitée par des groupes de droite radicale, y compris l'adhésion aux théories du complot,. Cette inquiétude sur la pérennité démographique et existentielle des blancs se manifeste par un sentiment anti-avortement,.

## Contexte

### Démographie dans les recensements nationaux
Diverses analyses démographiques nationales des populations blanches ont mesuré un déclin démographique de celles-ci, tel que défini par leurs recensements nationaux locaux. Des recherches menées à l'université du Minnesota ont observé le phénomène d'une diminution du pourcentage de blancs dans la population en Europe, en Amérique du Nord en et Océanie : 
Selon le dernier recensement américain, la population blanche non-hispanique diminue (Bureau du recensement des États-Unis, 2018). Cette tendance a été observée dans d'autres pays à majorité blanche, dont le Canada (Statistique Canada, 2017), le Royaume-Uni (Coleman, 2016) et la Nouvelle-Zélande (Stats New Zealand, 2004).
Concernant les populations blanches au niveau international, et en particulier dans le monde occidental, le démographe Eric Kaufmann a suggéré " qu'à une époque de déclin démographique blanc sans précédent, il est absolument vital pour elle d'avoir un débouché démocratique.", Alors que le sociologue Richard Alba pense que ce déclin est exagéré par le système de classification "raciale" utilisé dans le recensement des États-Unis, concernant le recensement de 2020, le démographe William H. Frey écrit :
Le Bureau du recensement ne prévoyait pas de pertes de population blanche avant 2024. Cela rend toute croissance démographique nationale encore plus dépendante d'autres groupes ethniques. Le déclin démographique des Blancs est largement attribuable à sa structure d'âge plus âgée par rapport à d'autres groupes ethniques. Cela conduit à moins de naissances et plus de décès par rapport à la taille de sa population.

### Époques coloniales
Bien que non fondé sur des informations ethniques modernes issues des données de recensement, l'historien Trevor Burnard a étudié la baisse du pourcentage de Blancs dans la population de la colonie de la Jamaïque entre 1655 et 1780. Burnard a écrit comment "les contemporains, cependant, ont refusé d'accepter les faits du déclin démographique blanc, en partie parce que le faire aurait été de nier la possibilité que la Jamaïque devienne anglicisée plutôt que africanisée." 
En plus de faire référence à la démographie ethnoculturelle, linguistique et religieuse, le terme « minorité majoritaire » a toujours été utilisé dans des contextes ethniques dans les médias et les universités, plus particulièrement pour identifier le déclin démographique des populations blanches. En 2010, la BBC rapporte comment « les deux plus grands États américains (la Californie et le Texas) sont devenus des États« à majorité minoritaire » avec une population minoritaire globale dépassant en nombre la majorité blanche entre 1998 et 2004.

Les démographes Rogelio Sáenz et Dudley L. Poston Jr. ont étudié les États américains qui ont gagné des minorités blanches au XXIe siècle et comment, à partir de 2017, la part de la population blanche en baisse continue prédit que d'autres États américains suivront cette tendance: pour plus de la moitié des populations d'Hawaï, du district de Columbia, de la Californie, du Nouveau-Mexique, du Texas et du Nevada. Dans les 10 à 15 prochaines années, ces demi-douzaines d'États « majoritairement minoritaires » seront probablement rejoints par pas moins de huit autres États où les Blancs représentent désormais moins de 60 % de la population. D'après leurs recherches, Sáenz et Poston Jr, s'attendent à ce que les États-Unis aient progressé vers la démographie globale de la minorité blanche d'ici 2044. Concernant divers scénarios de minorité majoritaire projetés à travers l'Occident, dans un article de 2018 pour la London School of Economics, les universitaires Eric Kaufmann et Matthew Goodwin écrivent :
La composition ethnique de nombreux pays occidentaux est en train de changer, et dans les pays autrefois considérés comme ayant des majorités « blanches », la prédominance passée est en déclin. Aux États-Unis, au Canada et en Nouvelle-Zélande, le moment où les blancs composeront désormais moins de 50 % de la population arrivera vers 2050, tandis qu'en Europe occidentale, cela devrait se produire vers la fin du siècle. Certains commentateurs ont demandé si ce changement pouvait conduire à une réaction croissante ou un contrecoup de la part de la population blanche. Toutes choses étant égales par ailleurs, nous suggérons que la réponse soit oui.
Un exemple parmi les pays en développement comprend le Brésil, qui en raison d'un déclin démographique à long terme des Brésiliens blancs a été désigné comme pays à majorité minoritaire par rapport à la classification « raciale » de la blancheur de la nation sud-américaine.

### Condition du changement «racial»
Dans leur recherche largement citée, les professeurs Jennifer Richeson et Maureen Craig ont produit une étude en 2014 sur les conditions de changement de la soi-disant « race blanche ». Les Blancs qui ont été informés de la diminution de leur part démographique de la population ont manifesté une plus grande hostilité raciale envers les groupes raciaux externes perçus. La revue Pacific Standard a décrit la recherche comme la manière dont «le changement racial à venir évoque des niveaux plus élevés de racisme explicite et implicite de la part des Américains blancs ». Dans l'analyse de l'étude, la sociologue Mary C. Waters note que la représentation dans les médias de la baisse de la démographie blanche est liée à une discrimination ultérieure contre les non-blancs.

### Basculement démographique de la population blanche
Le héorie du démographe et professeur de politique au Birkbeck College Eric Kaufmann sur le basculement démographique prédit qu'à mesure que le déclin démographique des Blancs se traduise progressivement par des majorités blanches devenant des minorités (parfois appelé « scénario de minorité majoritaire »), une classification plus large et plus inclusive des Blancs se produira,. Il suggère que compte tenu des conditions sociétales appropriées, les conservateurs et les cosmopolites pourraient être en mesure d'observer le basculement de la population blanche comme un facteur positif. À cet égard, l'analyste politique Michael Barone estime qu'il peut y avoir un « optimisme prudent » sur le fait que le phénomène social peut progresser sous une forme politiquement stable.
En analysant la thèse de Kaufmann, l'historien Michael Burleigh utilise des exemples de changement de cap comme les politiciens occidentaux Iain Duncan Smith, Geert Wilders et Ted Cruz, qui ont un certain degré de ce qui pourrait être considéré comme une ascendance non-blanche ou appartenant à une minorité ethnique dans leurs pays respectifs. Le démographe Dowell Myers a également cité Cruz et Meghan Markle comme exemples et affirmé que « les Blancs sont effectivement en déclin numérique » aux États-Unis, lorsqu'ils sont jugés sur un critère d'ascendance exclusivement européenne.

## Exploitation extrémiste de la démographie

### Mouvement anti-avortement
Dans son livre Pro de Katha Pollitt, l'essayiste associe en 2015 l'anxiété à la tendance démographique des Blancs et corrèle le soutien au mouvement anti-avortement. Les recherches de Marlene Fried, professeure au Hampshire College, suggèrent que Pollitt a exposé « l'agenda sous-jacent du mouvement anti-avortement », reconnaissant qu'il était associé au déclin démographique des Blancs et à ses effets ultérieurs sur des sections de la population.

### Politique anti-immigration
Le professeur d'anthropologie de l'Université de Louisville Steven Gardiner, propose :
La baisse de la fécondité des Blancs, cependant, n'est qu'une petite partie de l'histoire. Le récit du déclin démographique des Blancs est rédigé principalement dans le langage de l'immigration. Ce n'est que depuis que le Congrès a adopté les amendements à la loi sur l'immigration et la naturalisation de 1965 que la démographie raciale et ethnique américaine a pris le tour esquissé ci-dessus (Office of Immigration Statistics 2004, 5). Adoptée sous l'administration Johnson, au plus fort de l'ère des droits civiques, la loi de 1965 a abrogé les aspects les plus manifestement racistes de la loi sur l'immigration de 1924. Il a aboli les quotas d'origine nationale qui avaient, tout à fait intentionnellement, limité l'immigration non blanche et non européenne aux États-Unis.
En se basant sur l'effet de l'immigration sur la démographie blanche, leprofesseur de géographie à l'université de Syracuse Jamie Winders écrit comment le sentiment anti-immigrant « est davantage fondé sur la rhétorique que sur la logique et opère souvent en dehors des limites de ce que montrent les recherches réelles ». Par exemple, Winders, professeur de géographie à l'université de Syracuse, note par exemple : « Dans les communautés rurales du Sud, l'immigration maintient souvent les petites villes à flot, maintenant les écoles, les populations et les économies locales face au déclin démographique des Blancs ». En 2020, des recherches menées par Alejandro Canales de l'université de Guadalajara ont confirmé des résultats similaires dans le Sud des États-Unis. Canales, un expert de la migration et de la population, a écrit :
Le cas actuel de la Californie, du Texas, de la Floride, de l'Arizona, du Nouveau-Mexique et du Nevada est une indication claire de ce que nous affirmons. Dans tous ces États, la suprématie démographique traditionnelle des Blancs non hispaniques a pratiquement été diluée par l'influence de l'immigration mexicaine et latino-américaine.

### Théories du complot
Les chercheurs ont étudié comment le déclin démographique des Blancs, ainsi que sa représentation dans différents types de médias, ont contribué à l'adhésion aux théories du complot racistes et réfutées. José Pedro Zúquete, boursier de l'université Harvard,
Pendant de nombreuses années, dans la sous-culture d'extrême droite américaine, une conspiration juive putative - réifiée par la notion de ZOG ou gouvernement d'occupation sioniste - a souvent été invoquée pour expliquer le déclin démographique des Blancs en Amérique.
En 2019, la chercheuse Monica Toft a développé l'émergence de la politique nativiste et du plaidoyer pour la théorie du complot en relation avec le phénomène démographique et a déclaré : « Le ‹ pourquoi maintenant › du nativisme blanc est dû à des décennies de déclin démographique pour les blancs américains et à un grave déclin dans les normes d'éducation publique, qui conduisent à une nostalgie injustifiée et à une ouverture aux théories du complot ».

### Terrorisme
Le Combating Terrorism Center, qui est une institution universitaire au sein de l'Académie militaire de West Point, a publié des recherches qui reconnaissent l'anxiété face au déclin démographique des Blancs comme une motivation continue de contribuer au terrorisme dans le monde occidental. Un exemple a été observé lors des attaques contre la mosquée de Christchurch en Nouvelle-Zélande.
Mark Durie soutient que le terroriste de Christchurch avait l'intention de présenter le déclin démographique des Blancs comme une « crise », qui « inciterait au conflit de sorte que les Blancs soient obligés de se réveiller, de se radicaliser et de se renforcer ». Durie, spécialiste de la linguistique et de la théologie, écrit: « Nous devons comprendre cette idéologie, non pas pour lui donner une plate-forme, mais pour apprendre et nous équiper pour résister à une telle haine. » En août 2019, un homme arrêté pour avoir menacé d'attaquer des gens dans un centre communautaire juif de l'Ohio avait participé à un documentaire parlant du déclin démographique des Blancs aux États-Unis et en Europe.

## Afrique

### Afrique du Sud
Les chercheurs Hermann Giliomee et Lawrence Schlemmer ont attribué, parmi d'autres facteurs, la facilitation du processus de négociations sur le démantèlement de l'apartheid en Afrique du Sud  à la pression internationale sur le gouvernement de l'apartheid, mais aussi au « déclin démographique blanc. »

## Europe
Le Dr Adela Fofiu de l'université Babeș-Bolyai a noté comment les organisations et les médias de droite en Roumanie politisent le déclin démographique blanc en essayant de l'associer à des concepts tels que « l'islamisation de l'Europe » ou la  « gitanisation » du pays, cette dernière faisant référence au peuple rom de Roumanie. Dans l'analyse de 2018, le Southern Poverty Law Center a exploré comment l'extrême droite tente d'utiliser le déclin démographique des Blancs en Autriche à des fins politiques.

### Royaume-Uni
En 2013, Demos a publié une étude analysant le recensement du Royaume-Uni de 2011. Le groupe de réflexion basé au Royaume-Uni a détaillé comment « les Britanniques blancs qui partent sont remplacés par l'immigration ou par la croissance naturelle de la population minoritaire. Au fil du temps, le résultat final de ce processus est une spirale de déclin démographique britannique blanc ».En 2020, Nick Timothy, ancien chef d'état-major de Downing Street, a abordé les conséquences sociétales du déclin démographique en cours des Blancs au Royaume-Uni :
C'est un problème difficile à comprendre et à résoudre, mais l'anxiété est réelle. Les Blancs sont aussi attachés à leur identité ethnique et culturelle comme n'importe quel autre groupe ethnique et, face à la réalité du déclin démographique rapide, beaucoup ressentent un sentiment de perte.
L'universitaire David Coleman a produit des recherches qui démontrent que les villes de Leicester et de Birmingham rejoindraient Londres dans leur statut de minorité majoritaire au cours des années 2020, en ce qui concerne le déclin démographique des Blancs en Grande-Bretagne. Coleman, professeur de démographie à l'Université d'Oxford depuis 1980, estime qu'en 2056, la tendance à la baisse de la part de la population blanche aura entraîné au Royaume-Uni une minorité blanche globale.

## Amérique du Nord

### Canada
En 2018, les universitaires Eric Kaufmann et Matthew Goodwin ont écrit que le processus démographique conduirait à ce que les Canadiens blancs soient minoritaires vers 2050. Écrivant en 2019, la journaliste Margaret Wente a suggéré que « les nations bouleversées par le populisme de droite ont toutes une chose en commun. Ils sont tous confrontés à un déclin démographique des Blancs. Et c'est le terreau des révoltes populistes. » Wente soutient qu'avec un déclin prévu significatif de la part blanche de la population au Canada, le pays devra s'attaquer à la politique populiste réactionnaire.

### États-Unis
Dans une recherche de 1998, la professeure Tanya K. Hernandez de l'université Fordham a souligné la possibilité pour les Américains multiraciaux de voir leur catégorie de recensement américaine représentative « cooptée par la société dans son ensemble comme mécanisme de construction d'une classe tampon pour maintenir le privilège des Blancs, au milieu d'une inquiétude croissante face au déclin démographique des résidents blancs des États-Unis ». Le livre de 2004 de Samuel P. Huntington Who Are We? Les défis de l'identité nationale américaine aborde le changement démographique émergent aux États-Unis. Dans une analyse du traité de Huntington, le démographe politique Eric Kaufmann écrit :
Enfin, Huntington envisage la possibilité d'une réponse nationaliste blanche aux changements en cours. Il dit que le nativisme blanc est une réponse «plausible» au déclin démographique blanc, à la défection cosmopolite de l'élite blanche et à la puissance décroissante du noyau anglo-protestant.
En 2010, les 1 000 organisations du Southern Poverty Law Center répertoriées dans leurs archives « haineuses » et « nativistes » impliquaient principalement des politiques faisant référence à la démographie blanche. L'anthropologue de l'Université d'État de l'Arizona, Luis Plascencia, a écrit « qu'un fil conducteur de beaucoup de ces groupes est la préoccupation face au déclin démographique des "blancs" ». En 2009, le professeur de l'université Stanford, le Dr Eamonn Callan, a observé :
Le déclin démographique lent mais inexorable des Américains blancs au statut d'une minorité parmi d'autres a commencé à s'inscrire dans la conscience populaire, ce qui rend plus difficile pour quiconque de supposer que l'identité américaine pourrait encore être une identité blanche.
Au milieu des années 2010, le déclin démographique des Blancs est devenu de plus en plus associé à la politique en relation avec l' élection présidentielle de 2016,. Les positions politiques et la rhétorique de Donald Trump ont été perçues par certains universitaires comme donnant un exutoire à l'anxiété basée sur cette démographie blanche changeante. Le journaliste Christopher Caldwell a fait valoir que la célébration culturelle perçue du processus avait contribué aux énergies politiques soutenant le candidat Trump. Caldwell a écrit : « Dans le même temps, le déclin démographique des Blancs s'est accompagné dans de nombreux milieux d'une exultation officielle. La promesse n'est pas d'enrichir l'Amérique blanche de nouvelles ethnies mais de la remplacer ».
La recherche a prédit une augmentation de la rhétorique concernant des questions telles que le protectionnisme parmi les Américains blancs, et en particulier les évangéliques blancs, en proportion avec la réduction en pourcentage en cours boursier des Blancs. Ce déclin démographique a également été utilisé par des commentateurs extrémistes, tels que des partisans explicites des mouvements de l'« alt-right » ou des suprémacistes blancs.

À cet égard, les recherches menées par l'historien Mark Sedgwick, Key Thinkers of the Radical Right, indiquent que des éléments de l'extrême droite pensaient que les politiques proposées par Trump, telles que les restrictions de voyager ou le mur de Trump, « ralentiraient le déclin démographique des Blancs ». De même, le professeur à l'université Aurora, Faith Agostinone-Wilson, décrit ces types d'aspirations politiques comme «une version américanisée du salut, où le déclin démographique des Blancs est stoppé et le pays est purgé de l'Autre ». L'anthroplogiste Rich Benjamin a suggéré que « l'administration Trump a dirigé sa rhétorique sur une tranche d'Américains blancs lésés qui sont paniqués par leur déclin démographique », et le politologue Elliot Jager a écrit :
Trump dirige son appel vers les Américains de la classe ouvrière privés de leurs droits en leur disant qu'il « rendra l'Amérique à nouveau grande » (Make America Great Again), laissant entendre qu'il inversera le déclin démographique des Blancs en expulsant « humainement » 11 millions d'étrangers illégaux pour la plupart hispaniques ; protégera la patrie en interdisant aux musulmans d'entrer et construira une barrière impénétrable à la frontière mexicaine.
Après l'investiture du président Trump, un article de The New Republic de mars 2017 a examiné le plaidoyer du stratège en chef Steve Bannon pour le livre de 1973 Le Camp des saints, qu'il a décrit comme « un roman explicitement raciste, saturé de peur à la perspective d'une démographie blanche en déclin. »
Dans les années 2020, l'étude de la politique américaine prend de plus en plus en compte la réduction démographique avec l'analyse du succès électoral et de la stratégie future du Parti républicain. Par exemple, dans l'analyse des résultats de l'élection présidentielle de 2020, le professeur de l'université de Melbourne Timothy J. Lynch suggère que «le déclin démographique des Blancs ne doit pas être synonyme de désastre pour le Parti républicain. Malgré son racisme entêté, Trump a mieux performé que prévu parmi les électeurs noirs. "
En ce qui concerne l'orientation future du parti, le politologue de l'UCLA Gary Segura note que "les républicains reçoivent au niveau national 85 % de leurs votes des électeurs blancs en capturant entre 55 et 60 % de leurs bulletins de vote à chaque élection", ajoutant que « avec la démographie déclin des électeurs blancs, même 60 % de cette cohorte sera un mauvais départ alors qu'elle ne comprend que les deux tiers de l'électorat en 2024 ». Le professeur Nicholas Lemann soutient également qu'une forte motivation et une participation correspondante de la base de partisans du Parti républicain seraient nécessaires pour compenser le déclin démographique en cours des Blancs d'ici les élections de 2024.
Interrogé par Jeffrey Goldberg en 2020, le réalisateur du film documentaire White Noise, Daniel Lombroso, propose que le déclin des Blancs est devenu le moteur le plus important de la politique américaine. Il déclare: « Il y a une peur profonde du déclin démographique des Blancs dans ce pays, et évidemment en Europe. Et je pense que c'est maintenant cette division qui définit la politique américaine ».